# Perrin et Cie
Perrin et Cie war ein französischer Hersteller von Automobilen.

## Unternehmensgeschichte
Das Unternehmen aus Annonay begann 1912 mit der Produktion von Automobilen. Der Markenname lautete La Torpille. 1913 endete die Produktion. Es bestand keine Verbindung zu Léonce et Camille Bobrie, der ebenfalls Fahrzeuge als La Torpille anbot.

## Fahrzeuge
Angeboten wurden Dreiräder mit zwei Sitzen hintereinander. Zum Einsatz kamen sowohl Einzylindermotoren als auch Vierzylindermotoren. Die Kraftübertragung erfolgte mittels einer Kette zum einzelnen Hinterrad.